# Leander Strupler

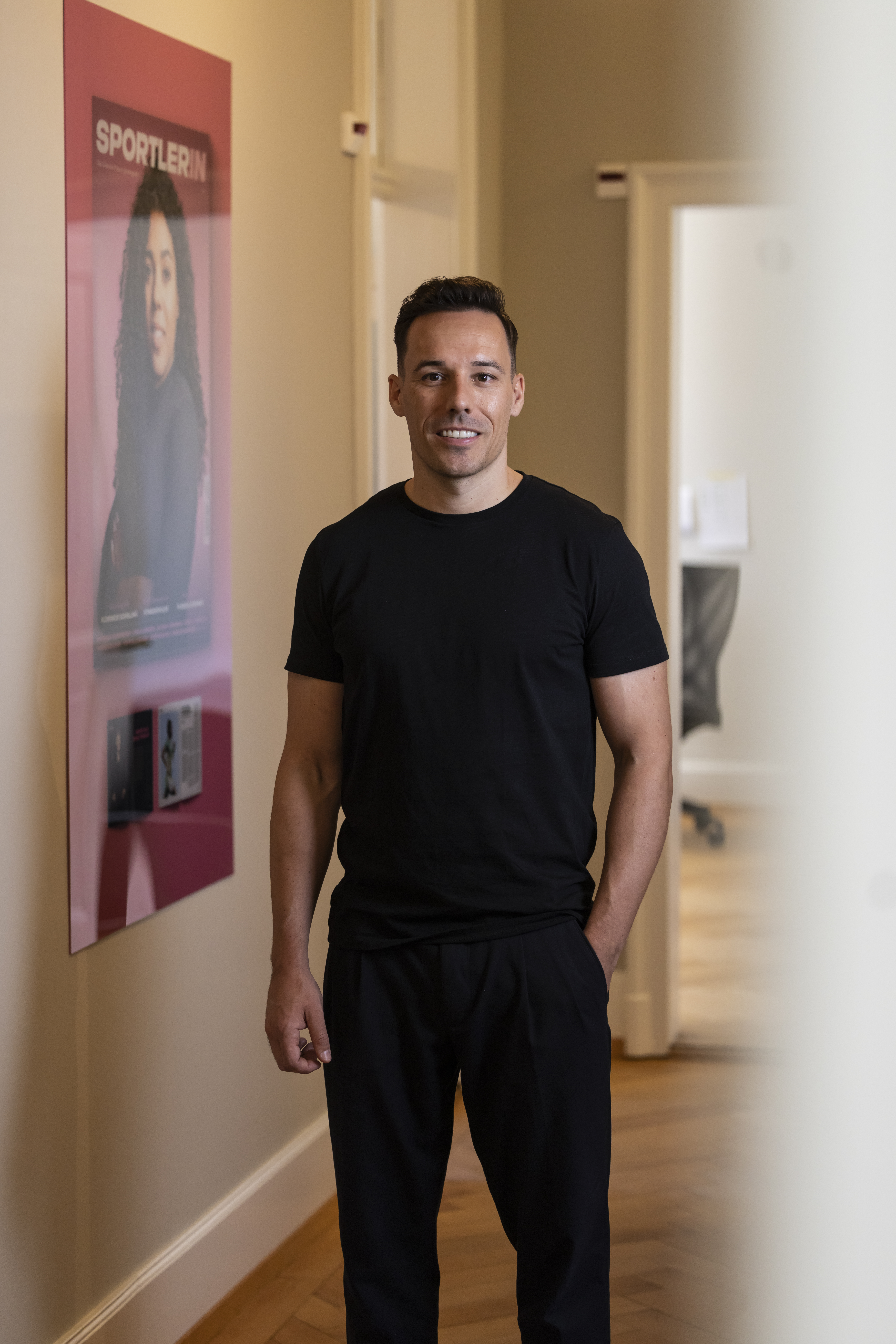
Leander Strupler

Leander Lorin Strupler (* 1. Januar 1984 in Winterthur) ist ein Schweizer Unternehmer.

## Leben
Leander Strupler wuchs im Berner Länggassquartier auf. Als Jugendlicher war er Teil des Juniorenteams des Berner Fussballclubs BSC Young Boys. Nach dem Abschluss der obligatorischen Schulzeit absolvierte er eine Lehre als Grafiker. Anschliessend studierte er Betriebswirtschaft an der Berner Fachhochschule. Strupler ist verheiratet und lebt in Bern.

### LS Creative
2013 gründete Strupler die LS Creative GmbH, eine auf Markenentwicklung und Editorial Design spezialisierte Kommunikationsagentur. Zu den grössten Kunden der Agentur zählen unter anderem der BSC Young Boys, die Krankenkasse Visana und die Universität Bern.
Im Jahr 2020 veröffentlichte Strupler die Biografie des früheren YB-Stürmers Guillaume Hoarau. LS Creative war Herausgeber und Gestalter des knapp 200-seitigen Buches mit dem Titel «Guillaume Hoarau – Bern im Sturm erobert».
2020 war Strupler ausserdem Mitbegründer des Schweizer Frauensportmagazins «Sportlerin». Bis 2022 gestaltete LS Creative alle Ausgaben des viermal jährlich erscheinenden Print-Magazins.

### Swiss Pro Boxing
Seit 2016 ist Strupler als Boxpromoter tätig. Am 8. November 2018 gründete er zu diesem Zweck die Swiss Pro Boxing GmbH. Seit 2018 veranstaltet Swiss Pro Boxing den Schweizer Boxanlass «Boxing Day», der 1969 erstmals stattfand. 2019 lancierte Swiss Pro Boxing die Veranstaltung «Boxen statt Theater», die seither – abgesehen von pandemiebedingten Ausfällen – jährlich am Karfreitag im Berner Stadttheater stattfindet. Im Februar 2023 promotete Swiss Pro Boxing in Deutschland den Kampf zwischen Timo Schwarzkopf, der deutschen Nummer eins im Superleichtgewicht, und dem siebenfachen IBF-Ex-Weltmeister Miguel Vázquez.